# Beto Pérez
Alberto "Beto" Pérez (Cali, 15 de marzo de 1970) es un bailarín y coreógrafo colombiano que creó el programa de acondicionamiento físico Zumba en los años 90, de artes marciales, sentadillas, entre otras.

## Biografía
Nació en la ciudad de Cali, Colombia hijo de madre soltera, tuvo que trabajar en tres empleos para poder mantener a su familia. Su pasión estaba en el baile pero no podía permitirse el lujo de recibir lecciones de danza. Tiempo después logró ganar un concurso nacional de lambada en Colombia y fue aceptado en una de las mejores academias de baile de Cali para estudiar baile mientras enseñaba ejercicios aeróbicos a cambio.
En el año 1999, Beto Pérez se trasladó a Miami, donde reside actualmente.

## Negocios
Tiene su academia de clases de aerobic trató de promover sus propias rutinas de fitness y de danza, acompañado de música en varios
lugares con un éxito limitado hasta la preparación de un infomercial en 2003 con técnica y asistencia financiera de Alberto Perlman y Alberto Aghion que condujo a talleres basados en Beto Pérez rutinas con Zumba. Repartido a través de DVD, a través del tiempo, sus rutinas ganaron un gran número de seguidores internacionalmente.
En 2006 se establecieron Zumba
Fitness LLC, una organización que vende videos de Zumba, productos y cargas de concesión de licencias honorarios a su red de instructores. Ha lanzado su propia línea de moda de Zumbawear.
La compañía también lanza un especial régimen para grupos específicos de edad incluyendo las personas mayores, las madres y los niños. Los programas incluyen además la marca general de Zumba Fitness, estilos de Zumba Toning, Aqua Zumba, Zumba Sentao, Zumba Oro, Zumba Gold-Toning, Zumba Niños y Zumba Kids Jr. Los programas de instrucción son muy populares en los centros comunitarios, en las personas jóvenes, centros de actividades y lugares turísticos, entre otros.

## Vida personal
En la víspera del 15 de marzo de 2021, su 51 años de su cumpleaños, Pérez anunció el nacimiento de su “ hija “  la cual fue concebida mediante un vientre de alquiler , Antonella Pérez en su página de Facebook. Antonella Pérez nació el 11 de enero de 2021.y unos años más adelante fue padre de otra bebe con el mismo método.

## Música
Beto Pérez también promueve música y la música de artistas asociados con la Zumba positivamente ha logrado mucho éxito en las listas de música variada. Associated Press presentó un informe sobre Beto Pérez diciendo que su movimiento Zumba estaba creando una base de seguidores internacionales que practican Zumba. Pérez ha contribuido con artistas como Pitbull, Don Omar, Daddy Yankee y Bad Bunny
Pitbull, Wyclef Jean y otras estrellas han participado en Zumba Convenciones Fitness. Otros Zumba admiradores incluyen a Jennifer López y Shakira.
Zumba Fitness ha publicado una serie de álbumes de música, Zumba Fitness Dance Party con música destinada para practicar Zumba. Beto Pérez ha colaborado con la colombiana Estrella latina Mara (nombre completo Mara Prada), con la que tiene un éxito,
"Crazy Love". Mara Prada, junto a la cantante haitiano J. Perry y cantante estadounidense Dahrio Wonder fueron nombrados Artistas Emergentes de Zumba. Pérez también tiene una colaboración similar desarrollada con la brasileña
Claudia Leitte, estrella establecida particularmente después de la adaptación de "Largadinho" para Zumba movimientos. Una traducción de inglés también fue incluida como "Lazy Groove".
Leitte se ha convertido en la embajadora internacional para Zumba Fitness. Beto Pérez también aparece como un invitado en "especial de baile" en la" Fiesta Buena", junto a DJ Mam, con quien también contaron con Luis Guisao y Soldat Jahman.

## Discografía

### Sencillos

#### Presentado en
| Año y Publicación        | Sencillo                                                                                   | Posición | Posición | Álbum                               | Música videos |
| Año y Publicación        | Sencillo                                                                                   | FR       | BEL (Wa) | Álbum                               | Música videos |
| ------------------------ | ------------------------------------------------------------------------------------------ | -------- | -------- | ----------------------------------- | ------------- |
| 15 de septiembre de 2012 | "Fiesta Buena" (DJ Mam's feat. Luis Guisao & Soldat Jahman E invitado especial Beto Pérez) | 12       | 50       | DJ Mam's album Fiesta Buena (album) |               |